# Kadambūr
Kadambūr är en ort i Indien.   Den ligger i distriktet Thoothukkudi och delstaten Tamil Nadu, i den södra delen av landet, 2 200 km söder om huvudstaden New Delhi. Kadambūr ligger 96 meter över havet och antalet invånare är 4 512.
Terrängen runt Kadambūr är platt. Runt Kadambūr är det ganska tätbefolkat, med 155 invånare per kvadratkilometer. Närmaste större samhälle är Kovilpatti, 19,4 km norr om Kadambūr. Trakten runt Kadambūr består till största delen av jordbruksmark.